# كارل زيدلر
كارل زيدلر (بالإنجليزية: Carl Zeidler)‏ (1908 – 1942) كان عمدة مدينة ميلووكي في ولاية ويسكونسن من عمدة 1940 إلى 1942. واستقال في عام 1942 لينضم إلى احتياطي البحرية الأمريكية للقتال في الحرب العالمية الثانية. 